# Campionati del mondo di atletica leggera 1987 - 100 metri piani femminili
La gara dei 100 metri piani femminili dei Campionati del mondo di atletica leggera 1987 si è svolta tra il 29 e il 30 agosto.

## Podio
| Pos.    | Atleta          | Nazionalità  | Tempo |
| ------- | --------------- | ------------ | ----- |
| Oro     | Silke Gladisch  | Germania Est | 10"90 |
| Argento | Heike Drechsler | Germania Est | 11"00 |
| Bronzo  | Merlene Ottey   | Giamaica     | 11"04 |

## Situazione pre-gara

### Record
Prima di questa competizione, il record del mondo (RM) e il record dei campionati (RC) erano i seguenti:
| Record                | Prestazione | Atleta                                | Data                              | Competizione  |
| --------------------- | ----------- | ------------------------------------- | --------------------------------- | ------------- |
| Record mondiale       | 10"76       | Evelyn Ashford-Washington Stati Uniti | 22 agosto 1984 Zurigo, Svizzera   |               |
| Record dei campionati | 10"97       | Marlies Göhr Germania Est             | 8 agosto 1983 Helsinki, Finlandia | Mondiali 1983 |

### Campionesse in carica
Le campionesse in carica a livello olimpico e mondiale erano:
| Campione | Atleta                     | Prestazione | Data                                   | Competizione         |
| -------- | -------------------------- | ----------- | -------------------------------------- | -------------------- |
| Olimpico | Evelyn Ashford Regno Unito | 10”97       | 5 agosto 1984 Los Angeles, Stati Uniti | Giochi olimpici 1984 |
| Mondiale | Marlies Göhr Germania Est  | 10"97       | 8 agosto 1983 Helsinki, Finlandia      | Mondiali 1983        |

### La stagione
Prima di questa gara, le atlete con le migliori tre prestazioni dell'anno erano:
| Pos. | Atleta                    | Prestazione  | Data                                                   |
| ---- | ------------------------- | ------------ | ------------------------------------------------------ |
| 1    | Anelia Nuneva Bulgaria    | 10"86 (+0,8) | 17 giugno 1987 Belgrado, Jugoslavia                    |
| 2    | Silke Möller Germania Est | 10"86 (+0,6) | 20 agosto 1987 Potsdam, Repubblica Democratica Tedesca |
| 3    | Merlene Ottey Giamaica    | 10"87 (+1,1) | 31 maggio 1987 Walnut, Stati Uniti                     |

## Risultati[3][4][5]

### Turni eliminatori
| 7 Batterie         | 29 agosto | 56 iscritte   | Si qualificano le prime 4 (Q) + i 4 migliori tempi (q). |
| 4 Quarti di finale | 29 agosto | 8 + 8 + 8 + 8 | Si qualificano le prime 3 (Q) + i 4 migliori tempi (q). |
| 2 Semifinali       | 30 agosto | 8 + 8         | Si qualificano le prime 4 (Q).                          |
| Finale             | 30 agosto | 8 concorrenti |                                                         |

### Batterie
Sabato 29 agosto 1987
| Pos. | Atleta             | Nazione          | Tempo | Note |
| ---- | ------------------ | ---------------- | ----- | ---- |
| 1    | Heike Drechsler    | Germania Est     | 11"02 | Q    |
| 2    | Nadezhda Georgieva | Bulgaria         | 11"27 | Q    |
| 3    | Irina Slyusar      | Unione Sovietica | 11"34 | Q    |
| 4    | Marisa Masullo     | Italia           | 11"71 | Q    |
| 5    | Felicite Bada      | Benin            | 12"22 | q    |
| 6    | Alyson Caulker     | Sierra Leone     | 12"33 |      |
| 7    | Sara Rossini       | San Marino       | 12"86 |      |
| 8    | Erin Tierney       | Isole Cook       | 13"12 |      |

- Vento (m/s) = +2,28

| Pos. | Atleta                 | Nazione          | Tempo | Note |
| ---- | ---------------------- | ---------------- | ----- | ---- |
| 1    | Merlene Ottey          | Giamaica         | 11"26 | Q    |
| 2    | Laurence Bily          | Francia          | 11"32 | Q    |
| 3    | Natalya Pomoshchnikova | Unione Sovietica | 11"39 | Q    |
| 4    | Diane Holden           | Australia        | 11"53 | Q    |
| 5    | Sheila Dos Santos      | Brasile          | 11"82 | q    |
| 6    | Rosanna Browne         | Anguilla         | 12"80 |      |
| 7    | Lorraine Nanton        | Montserrat       | 13"30 |      |
| 8    | Abdel Karim            | Sudan            | 14"07 |      |

- Vento (m/s) = +1,22

| Pos. | Atleta             | Nazione     | Tempo | Note |
| ---- | ------------------ | ----------- | ----- | ---- |
| 1    | Alice Brown        | Stati Uniti | 11"42 | Q    |
| 2    | Angela Bailey      | Canada      | 11"52 | Q    |
| 3    | Simmone Jacobs     | Regno Unito | 11"77 | Q    |
| 4    | Françoise Leroux   | Francia     | 11"82 | Q    |
| 5    | Totagoda Mangalika | Sri Lanka   | 12"34 |      |
| 6    | Sherlette Barrow   | Belize      | 13"21 |      |
| 7    | Denise Ephraim     | Nauru       | 13"69 |      |
| 8    | Phydia Inamahoro   | Burundi     | dns   |      |

- Vento (m/s) = +0,99

| Pos. | Atleta          | Nazione            | Tempo | Note |
| ---- | --------------- | ------------------ | ----- | ---- |
| 1    | Anelia Nuneva   | Bulgaria           | 11"37 | Q    |
| 2    | Olga Zolotareva | Unione Sovietica   | 11"52 | Q    |
| 3    | Liliana Allen   | Cuba               | 11"57 | Q    |
| 4    | Pauline Davis   | Bahamas            | 11"59 | Q    |
| 5    | Yolanda Díaz    | Spagna             | 12"00 | q    |
| 6    | Lea Haba        | Guinea             | 12"78 |      |
| 7    | Jammo Launa     | Papua Nuova Guinea | dns   |      |
| 8    | Aminata Diarra  | Mali               | dns   |      |

- Vento (m/s) = -0,68

| Pos. | Atleta          | Nazione        | Tempo | Note |
| ---- | --------------- | -------------- | ----- | ---- |
| 1    | Ulrike Sarvari  | Germania Ovest | 11"37 | Q    |
| 2    | Silke Gladisch  | Germania Est   | 11"40 | Q    |
| 3    | Pam Marshall    | Stati Uniti    | 11"44 | Q    |
| 4    | Angela Phipps   | Canada         | 11"62 | Q    |
| 5    | Ng Ka Yee       | Hong Kong      | 12"26 |      |
| 6    | Budi Nurani     | Indonesia      | 12"34 |      |
| 7    | Intisar Sudani  | Giordania      | 12"91 |      |
| 8    | Djaffar Faouzia | Comore         | dns   |      |

- Vento (m/s) = +0,15

| Pos. | Atleta            | Nazione        | Tempo | Note |
| ---- | ----------------- | -------------- | ----- | ---- |
| 1    | Nelli Cooman      | Paesi Bassi    | 11"18 | Q    |
| 2    | Angella Issajenko | Canada         | 11"42 | Q    |
| 3    | Valya Demireva    | Bulgaria       | 11"61 | Q    |
| 4    | Gisele Ongolo     | Gabon          | 11"89 | Q    |
| 5    | Marie-Ange Wirtz  | Seychelles     | 12"64 |      |
| 6    | Judith Robinson   | Turks e Caicos | 13"15 |      |
| 7    | Abla Comlan       | Togo           | 13"21 |      |
| 8    | Tina Iheagwam     | Nigeria        | dns   |      |

- Vento (m/s) = +0,67

| Pos. | Atleta            | Nazione          | Tempo | Note |
| ---- | ----------------- | ---------------- | ----- | ---- |
| 1    | Diane Williams    | Stati Uniti      | 11"22 | Q    |
| 2    | Marlies Göhr      | Germania Est     | 11"47 | Q    |
| 3    | Paula Dunn        | Regno Unito      | 11"52 | Q    |
| 4    | Ingrid Verbruggen | Belgio           | 11"62 | Q    |
| 5    | Amparo Caicedo    | Colombia         | 11"88 | q    |
| 6    | Judith Diankolela | Rep. del Congo   | 12"84 |      |
| 7    | Soraima Martha    | Antille Olandesi | 12"87 |      |
| 8    | Jyhan Hassan-Didi | Maldive          | 15"05 |      |

- Vento (m/s) = -0,61

### Quarti di finale
Sabato 29 agosto 1987
| Pos. | Atleta            | Nazione          | Tempo | Note |
| ---- | ----------------- | ---------------- | ----- | ---- |
| 1    | Heike Drechsler   | Germania Est     | 11"08 | Q    |
| 2    | Anelia Nuneva     | Bulgaria         | 11"29 | Q    |
| 3    | Ulrike Sarvari    | Germania Ovest   | 11"32 | Q    |
| 4    | Olga Zolotareva   | Unione Sovietica | 11"59 |      |
| 5    | Angela Phipps     | Canada           | 11"67 |      |
| 6    | Diane Holden      | Australia        | 11"68 |      |
| 7    | Ingrid Verbruggen | Belgio           | 11"78 |      |
| 8    | Felicite Bada     | Benin            | dns   |      |

- Vento (m/s) = -0,38

| Pos. | Atleta            | Nazione          | Tempo | Note |
| ---- | ----------------- | ---------------- | ----- | ---- |
| 1    | Angella Issajenko | Canada           | 10"99 | Q    |
| 2    | Nelli Cooman      | Paesi Bassi      | 11"14 | Q    |
| 3    | Pam Marshall      | Stati Uniti      | 11"21 | Q    |
| 4    | Irina Slyusar     | Unione Sovietica | 11"39 | q    |
| 5    | Paula Dunn        | Regno Unito      | 11"47 | q    |
| 6    | Marisa Masullo    | Italia           | 11"62 |      |
| 7    | Françoise Leroux  | Francia          | 11"63 |      |
| 8    | Sheila Dos Santos | Brasile          | 11"76 |      |

- Vento (m/s) = +1,58

| Pos. | Atleta                 | Nazione          | Tempo | Note |
| ---- | ---------------------- | ---------------- | ----- | ---- |
| 1    | Diane Williams         | Stati Uniti      | 11"21 | Q    |
| 2    | Angela Bailey          | Canada           | 11"31 | Q    |
| 3    | Natalya Pomoshchnikova | Unione Sovietica | 11"33 | Q    |
| 4    | Marlies Göhr           | Germania Est     | 11"40 | q    |
| 5    | Laurence Bily          | Francia          | 11"49 | q    |
| 6    | Valya Demireva         | Bulgaria         | 11"73 |      |
| 7    | Simmone Jacobs         | Paesi Bassi      | 11"83 |      |
| 8    | Yolanda Díaz           | Spagna           | 12"05 |      |

- Vento (m/s) = -1,65

| Pos. | Atleta             | Nazione     | Tempo | Note |
| ---- | ------------------ | ----------- | ----- | ---- |
| 1    | Merlene Ottey      | Giamaica    | 11"27 | Q    |
| 2    | Silke Gladisch     | Canada      | 11"29 | dq   |
| 3    | Alice Brown        | Stati Uniti | 11"34 | Q    |
| 4    | Nadezhda Georgieva | Bulgaria    | 11"47 | q    |
| 5    | Liliana Allen      | Cuba        | 11"60 | q    |
| 6    | Pauline Davis      | Spagna      | 11"64 |      |
| 7    | Amparo Caicedo     | Colombia    | 12"08 |      |
| 8    | Gisele Ongolo      | Gabon       | 12"21 |      |

- Vento (m/s) = -1,19

### Semifinali
Domenica 30 agosto 1987
| Pos. | Atleta             | Nazione          | Tempo | Note |
| ---- | ------------------ | ---------------- | ----- | ---- |
| 1    | Silke Gladisch     | Germania Est     | 10"82 | Q    |
| 2    | Merlene Ottey      | Giamaica         | 10"89 | Q    |
| 3    | Angella Issajenko  | Canada           | 10"99 | Q    |
| 4    | Pam Marshall       | Stati Uniti      | 11"06 | Q    |
| 5    | Alice Brown        | Stati Uniti      | 11"07 |      |
| 6    | Nadezhda Georgieva | Bulgaria         | 11"10 |      |
| 7    | Ulrike Sarvari     | Germania Ovest   | 11"15 |      |
| 8    | Irina Slyusar      | Unione Sovietica | 11"44 |      |

- Vento (m/s) = +2,12

| Pos. | Atleta                 | Nazione          | Tempo | Note |
| ---- | ---------------------- | ---------------- | ----- | ---- |
| 1    | Heike Drechsler        | Germania Est     | 10"95 | Q    |
| 2    | Anelia Nuneva          | Bulgaria         | 11"01 | Q    |
| 3    | Diane Williams         | Stati Uniti      | 11"07 | Q    |
| 4    | Angela Bailey          | Canada           | 11"07 | Q    |
| 5    | Natalya Pomoshchnikova | Unione Sovietica | 11"15 |      |
| 6    | Nelli Cooman           | Paesi Bassi      | 11"21 |      |
| 7    | Marlies Göhr           | Germania Est     | 11"33 |      |
| 8    | Paula Dunn             | Regno Unito      | 11"59 |      |

- Vento (m/s) = +0,70

### Finale
Domenica 30 agosto 1987
| Pos.    | Corsia | Atleta            | Età | Nazione      | Tempo | Nota                  |
| ------- | ------ | ----------------- | --- | ------------ | ----- | --------------------- |
| Oro     | 6      | Silke Gladisch    | 23  | Germania Est | 10"90 | Record dei campionati |
| Argento | 4      | Heike Drechsler   | 22  | Germania Est | 11"00 |                       |
| Bronzo  | 5      | Merlene Ottey     | 27  | Giamaica     | 11"04 |                       |
| 4       | 2      | Diane Williams    | 26  | Stati Uniti  | 11"07 |                       |
| 5       | 3      | Angella Issajenko | 25  | Canada       | 11"09 |                       |
| 6       | 7      | Anelia Nuneva     | 21  | Bulgaria     | 11"09 |                       |
| 7       | 8      | Angela Bailey     | 29  | Canada       | 11"18 |                       |
| 8       | 1      | Pam Marshall      | 25  | Stati Uniti  | 11"19 |                       |

- Vento (m/s) = -0,58